# Finale Coppa Italia 2007
De finale van de Coppa Italia van het seizoen 2006/07 werd gehouden op 9 en 17 mei 2007. Internazionale nam het voor de derde keer op rij op tegen AS Roma. De heenwedstrijd in het Stadio Olimpico in Rome werd overtuigend gewonnen door de thuisploeg. Het werd 6-2 voor Roma, na onder meer twee doelpunten van verdediger Christian Panucci. De terugwedstrijd in het Stadio Giuseppe Meazza in Milaan werd met 2-1 gewonnen door Inter. Roma mocht zo voor het eerst sinds 1991 de Coppa in ontvangst nemen.

## Finale

### Heenwedstrijd
|                  |                                                                 |       |                 |                                                                                          |
| 9 mei 2007 18:00 | AS Roma                                                         | 6 – 2 | Internazionale  | Stadio Olimpico, Rome Toeschouwers: 39.095 Scheidsrechter: Massimiliano Saccani (Italië) |
| 9 mei 2007 18:00 | Totti 1' De Rossi 16' Perrotta 16' Mancini 31' Panucci 54', 90' |       | 20', 56' Crespo | Stadio Olimpico, Rome Toeschouwers: 39.095 Scheidsrechter: Massimiliano Saccani (Italië) |

| Roma | Inter |

| AS Roma:          |    |                       |           |
|                   |    |                       |           |
| GK                | 32 | Doni                  |           |
| RB                | 2  | Christian Panucci     |           |
| CB                | 5  | Philippe Mexès        | 47'       |
| CB                | 21 | Matteo Ferrari        |           |
| LB                | 13 | Cristian Chivu        |           |
| CM                | 7  | David Pizarro         | 87'       |
| CM                | 16 | Daniele De Rossi      |           |
| RW                | 11 | Rodrigo Taddei        | 77'       |
| AM                | 20 | Simone Perrotta       |           |
| LW                | 30 | Mancini               | 31'       |
| CF                | 10 | Francesco Totti       |           |
| Wisselspelers:    |    |                       |           |
| GK                | 1  | Gianluca Curci        |           |
| MF                | 4  | Christian Wilhelmsson |           |
| MF                | 8  | Alberto Aquilani      | 77'       |
| FW                | 17 | Francesco Tavano      |           |
| DF                | 22 | Max Tonetto           | 87' 90+2' |
| FW                | 23 | Mirko Vučinić         |           |
| DF                | 77 | Marco Cassetti        | 47'       |
| Coach:            |    |                       |           |
| Luciano Spalletti |    |                       |           |

| Internazionale: |    |                   |         |
|                 |    |                   |         |
| GK              | 1  | Francesco Toldo   |         |
| RB              | 13 | Maicon            | 34'     |
| CB              | 23 | Marco Materazzi   | 90+1'   |
| CB              | 2  | Iván Córdoba      | 68'     |
| LB              | 6  | Maxwell           | 68'     |
| CM              | 4  | Javier Zanetti    |         |
| CM              | 19 | Esteban Cambiasso |         |
| CM              | 15 | Olivier Dacourt   | 79'     |
| AM              | 7  | Luís Figo         | 52'     |
| CF              | 10 | Adriano           | 58'     |
| CF              | 18 | Hernán Crespo     |         |
| Wisselspelers:  |    |                   |         |
| DF              | 11 | Fabio Grosso      | 68'     |
| GK              | 12 | Júlio César       |         |
| MF              | 14 | Patrick Vieira    | 52' 80' |
| DF              | 16 | Nicolás Burdisso  |         |
| MF              | 20 | Álvaro Recoba     | 58'     |
| MF              | 21 | Santiago Solari   |         |
| MF              | 91 | Mariano González  |         |
| Coach:          |    |                   |         |
| Roberto Mancini |    |                   |         |

### Terugwedstrijd
|                   |                     |       |              |                                                                                              |
| 17 mei 2007 17:30 | Internazionale      | 2 – 1 | AS Roma      | Stadio Giuseppe Meazza, Milaan Toeschouwers: 26.606 Scheidsrechter: Emidio Morganti (Italië) |
| 17 mei 2007 17:30 | Cruz 51' Crespo 57' |       | 88' Perrotta | Stadio Giuseppe Meazza, Milaan Toeschouwers: 26.606 Scheidsrechter: Emidio Morganti (Italië) |

| Inter | Roma |

| Internazionale:   |    |                   |        |
|                   |    |                   |        |
| GK                | 1  | Francesco Toldo   |        |
| RB                | 13 | Maicon            |        |
| CB                | 16 | Nicolás Burdisso  |        |
| CB                | 2  | Iván Córdoba      | 2' 71' |
| LB                | 4  | Javier Zanetti    |        |
| RW                | 7  | Luís Figo         | 86'    |
| CM                | 14 | Patrick Vieira    | 27'    |
| CM                | 19 | Esteban Cambiasso | 45+4'  |
| AM                | 5  | Dejan Stanković   |        |
| LW                | 91 | Mariano González  | 58'    |
| CF                | 18 | Hernán Crespo     |        |
| Wisselspelers:    |    |                   |        |
| DF                | 6  | Maxwell           | 86'    |
| FW                | 9  | Julio Cruz        | 27'    |
| DF                | 11 | Fabio Grosso      |        |
| GK                | 12 | Júlio César       |        |
| MF                | 20 | Álvaro Recoba     | 58'    |
| MF                | 21 | Santiago Solari   |        |
| DF                | 77 | Marco Andreolli   |        |
| Coach:            |    |                   |        |
| Roberto Mancini * |    |                   |        |

| AS Roma:          |    |                       |         |
|                   |    |                       |         |
| GK                | 32 | Doni                  |         |
| RB                | 2  | Christian Panucci     | 90+2'   |
| CB                | 5  | Philippe Mexès        |         |
| CB                | 21 | Matteo Ferrari        |         |
| LB                | 13 | Cristian Chivu        | 72'     |
| CM                | 8  | Alberto Aquilani      | 21' 62' |
| CM                | 16 | Daniele De Rossi      |         |
| RW                | 11 | Rodrigo Taddei        |         |
| AM                | 20 | Simone Perrotta       | 47'     |
| LW                | 30 | Mancini               | 83'     |
| CF                | 10 | Francesco Totti       |         |
| Wisselspelers:    |    |                       |         |
| GK                | 1  | Gianluca Curci        |         |
| MF                | 4  | Christian Wilhelmsson |         |
| MF                | 7  | David Pizarro         | 62'     |
| FW                | 17 | Francesco Tavano      |         |
| DF                | 22 | Max Tonetto           | 83'     |
| FW                | 23 | Mirko Vučinić         |         |
| DF                | 77 | Marco Cassetti        |         |
| Coach:            |    |                       |         |
| Luciano Spalletti |    |                       |         |

* Coach Roberto Mancini werd na een uur spelen naar de tribune verwezen.
1922 ·
1923–1935 ·
1936 ·
1937 ·
1938 ·
1939 ·
1939 ·
1939 ·
1939 ·
1939 ·
1944–1957 ·
1958 ·
1959 ·
1960 ·
1961 ·
1962 ·
1963 ·
1964 ·
1965 ·
1966 ·
1967 ·
1968 ·
1969 ·
1970 ·
1971 ·
1972 ·
1973 ·
1974 ·
1975 ·
1976 ·
1977 ·
1978 ·
1979 ·
1980 ·
1981 ·
1982 ·
1983 ·
1984 ·
1985 ·
1986 ·
1987 ·
1988 ·
1989 ·
1990 ·
1991 ·
1992 ·
1993 ·
1994 ·
1995 ·
1996 ·
1997 ·
1998 ·
1999 ·
2000 ·
2001 ·
2002 ·
2003 ·
2004 ·
2005 ·
2006 ·
2007 ·
2008 ·
2009 ·
2010 ·
2011 ·
2012 ·
2013 ·
2014 ·
2015 ·
2016 ·
2017 ·
2018 ·
2019 ·
2020 .
2021 .
2022 .
2023 .
2024 .